# Пробота (Јаши)
Пробота (рум. Probota) насеље је у Румунији у округу Јаши у општини Пробота. Oпштина се налази на надморској висини од 77 m.

## Становништво
Према подацима из 2002. године у насељу је живело 3664 становника, од којих су сви румунске националности.

### Хронологија
| Година       | 1992 | 1993 | 1994 | 1995 | 1996 | 1997 | 1998 | 1999 | 2000 | 2001 | 2002 | 2003 | 2004 | 2005 | 2006 | 2007 | 2008 | 2009 | 2010 | 2011 | 2012 | 2013 | 2014 | 2015 | 2016 | 2017 |
| ------------ | ---- | ---- | ---- | ---- | ---- | ---- | ---- | ---- | ---- | ---- | ---- | ---- | ---- | ---- | ---- | ---- | ---- | ---- | ---- | ---- | ---- | ---- | ---- | ---- | ---- | ---- |
| Становништво | 3873 | 3828 | 3798 | 3762 | 3783 | 3776 | 3784 | 3796 | 3835 | 3836 | 3848 | 3847 | 3879 | 3866 | 3842 | 3843 | 3856 | 3856 | 3855 | 3865 | 3856 | 3830 | 3804 | 3775 | 3745 | 3692 |